# Herbst-Engel-Transaminierung
Die Herbst-Engel-Transaminierung ist eine Namensreaktion der Organischen Chemie, die 1934 erstmals von ihren Entdeckern Robert M. Herbst und L. L. Engel beschrieben wurde.

## Übersichtsreaktion
Dabei wird eine α-Aminosäure mit einer α-Ketosäure zur Reaktion gebracht. Die Transaminierung ist ein Prozess, bei welchem die Aminogruppe einer Aminosäure auf eine Ketosäure übertragen wird, wobei eine neue Aminosäure und ein Aldehyd gebildet wird.

## Reaktionsmechanismus
Der folgende Mechanismus wird von Zerong Wang vorgeschlagen. Im ersten Schritt wird die α-Aminosäure 1 mit der α-Ketosäure 2 umgesetzt. Durch intramolekulare Protonierung des Alkoholats 3 entsteht Verbindung 4.
Es wird vermutet, dass durch anschließende Eliminierung von Wasser aus 4 das Imin 5 entsteht.
Eine Eliminierung von Kohlendioxid, unter einer simultan ablaufenden Wasserstoffverschiebung, bewirkt die Bildung eines neuen Imins 6.  Schließlich erfolgt eine Addition von Wasser. Durch Spaltung des entstandenen Aminoalkohols 7 entsteht die neue α-Aminosäure 8 und der Aldehyd 9. Es handelt sich um eine langsame Reaktion.